# Fushimi Inari-taisha
Fushimi Inari-taisha (伏見稲荷大社 (Phục Kiến Đạo Hà Đại Xã)) là ngôi đền chính trong hệ thống gồm 32.000 đền thờ thần Inari trên khắp Nhật Bản, nằm ở Fushimi-ku, Kyoto, Nhật Bản. Đền này tọa lạc dưới chân núi Inari, trên độ cao 233m so với mực nước biển. Đường dẫn lên đền là một hệ thống nhiều đường mòn kéo dài khoảng 4 km và mất khoảng 2 giờ để đi lên. Dọc theo các đường mòn là các ngôi đền nhỏ và nhiều cánh cổng torii nằm rải rác.
Từ rất sớm trong lịch sử Nhật Bản, Inari được xem là thần bảo hộ cho kinh doanh, và các thương gia và nhà sản xuất có truyền thống tôn thờ thần Inari. Mỗi torii ở Fushimi Inari-taisha đều được tặng bởi một doanh nghiệp Nhật Bản. Mặc dù vậy, ý nghĩa đầu tiên và trước hết của thần Inari là vị thần về lúa gạo.

## Lịch sử hình thành

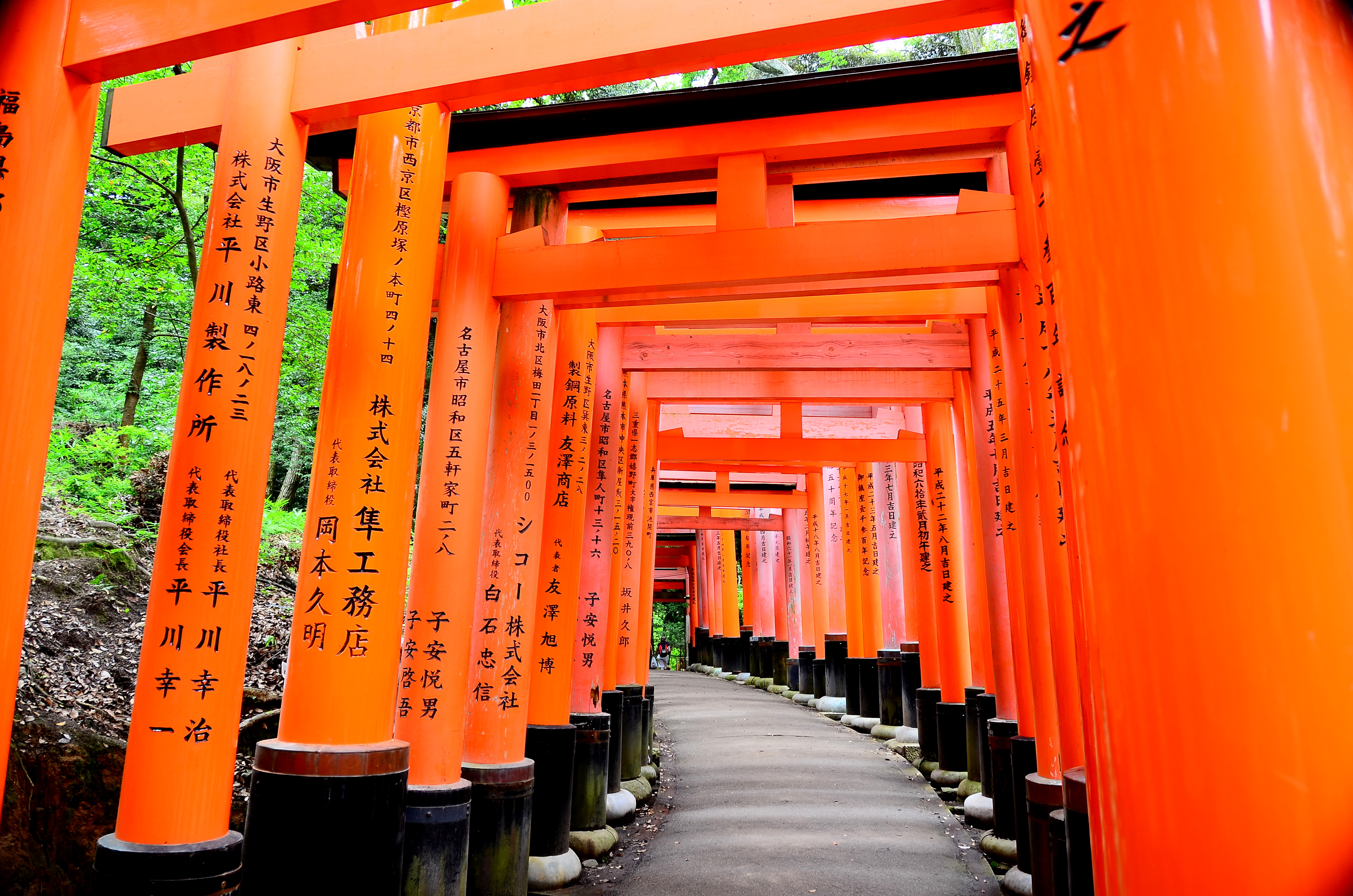
Một con đường torii trên núi

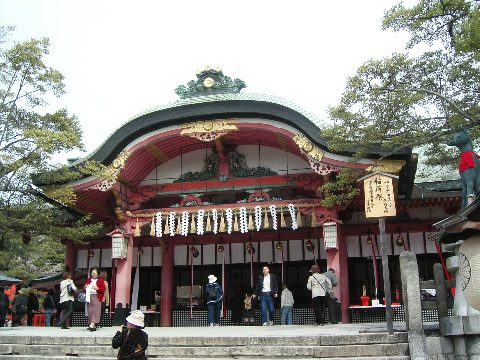
Mặt trước của haiden

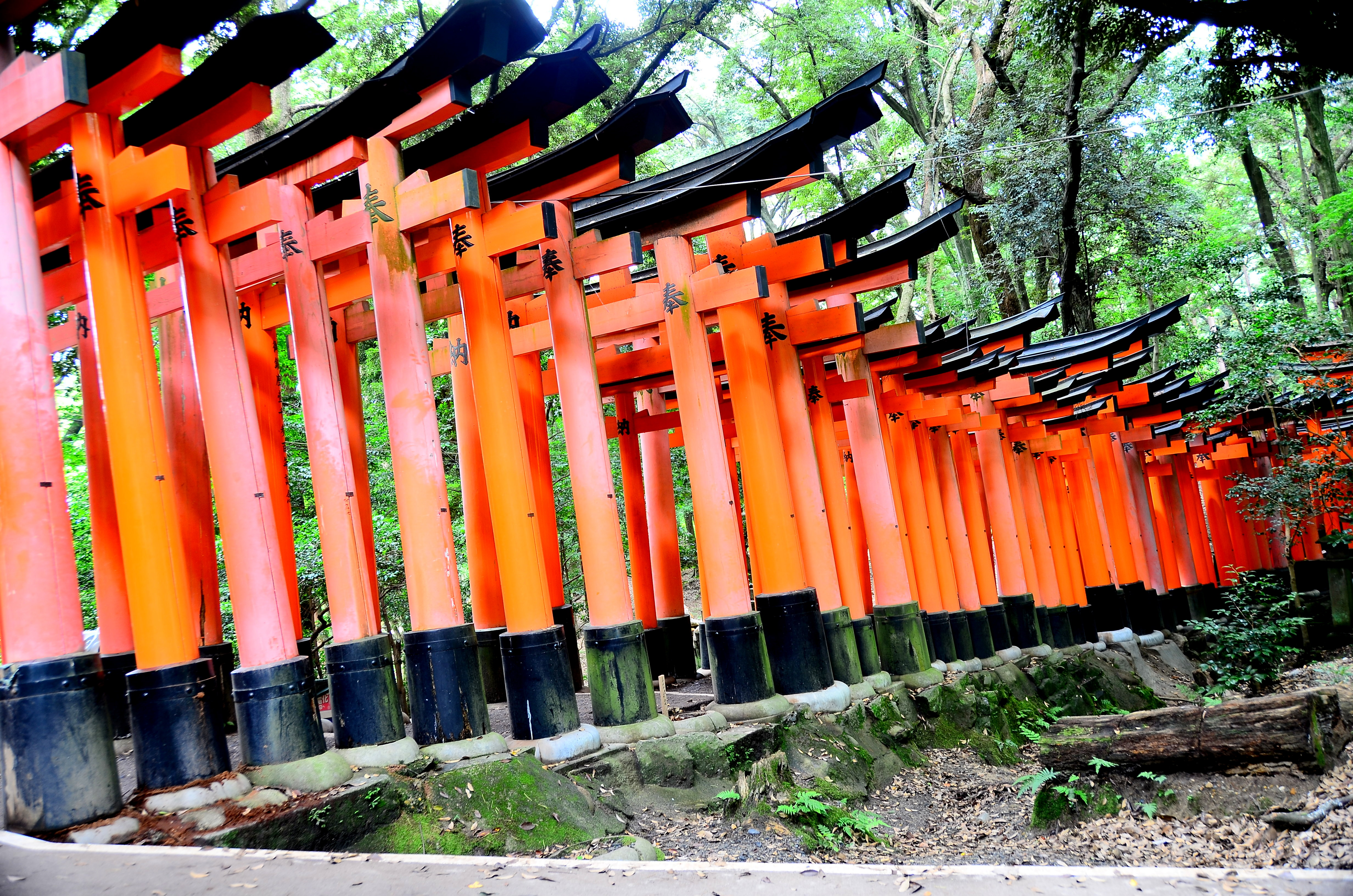
Con đường torii trên núi ở phía mặt bên

Fushimi Inari-taisha là một trong những ngôi đền nhận được sự bảo trợ của Hoàng gia Nhật Bản trong những năm đầu của thời kỳ Heian. Trong năm 965, Thiên hoàng Thôn Thượng đã ra lệnh cho lễ thần hoàng tộc soạn tờ biểu ghi chép lại các sự kiện trọng đại của đất nước, rồi sai người đưa đến đền thờ để dâng lên các vị thần. Những tờ biểu heikaku này được gửi đến 16 đền thờ trên khắp nước Nhật, trong đó có Fushimi Inari-taisha. Từ năm 1871 đến năm 1946, Fushimi Inari-taisha được nâng lên một mức quan trọng đặc biệt khi được coi là Kanpei-taisha (官幣大社), đền thờ hạng nhất được sự bảo trợ của Chính phủ Nhật Bản.
Trong thời kì Nara, vào năm 711,  Hata-no-Irogu đã cho xây dựng trên đồi Inariyama, phía tây nam Kyoto, một ngôi đền thờ thần Inari, vì thế ngôi đền có tên Fushimi Inari-taisha là vậy. Năm 816, theo thỉnh nguyện của thiền sư Kukai (774-835), Fushimi Inari-taisha đã được di chuyển về khu rừng tuyết tùng phía dưới chân núi Inari như ngày nay. Trong đợt di dời này, đền đã tu sửa lớn và mở rộng ra khá nhiều so với kiến trúc ban đầu.
Chính điện của đền đã được xây dựng lại vào năm 1499,  hiện được công nhận là di sản văn hóa quan trọng của nước Nhật. Toàn bộ khuôn viên Fushimi Inari-taisha có diện tích khoảng 870.000m², được xây dựng ẩn dưới tán rừng tuyết tùng, tạo thành một không gian thờ tự uy nghiêm, thành kính. Cũng như tất cả đền thờ thần Inari khác, kiến trúc tổng thể của Fushimi Inari-taisha bao gồm các công trình chính như  cổng đền (torii), tham đạo (sando), bồn nước thanh tẩy (temizuya), nhà diễn kịch – Thần lạc (kagura), nhà dâng lễ vật (haiden), mỗi kiến trúc mang một nét đặc trưng riêng, sử dụng hai gam màu chủ đạo là đỏ và trắng. Bên dưới ngọn đồi là cổng chính (楼門 rōmon, "cổng vào lầu các") và chính điện (御本殿 go-honden). Đằng sau chúng, ở lưng chừng núi, nội điện (奥宮 okumiya) có thể tới được bằng một con đường kéo dài bằng hàng ngàn torii. Đi tới đỉnh núi là hàng chục ngàn gò (塚 tsuka) với các gian thờ riêng.
Không như hầu hết các Thần xã, Fushimi Inari-taisha, phù hợp với các đền thờ Inari điển hình, có một cái nhìn cởi mở của đối tượng thần tượng chính (một chiếc gương). Một bức vẽ trong cuốn Kitsune: Japan's Fox of Mystery, Romance and Humor của Kiyoshi Nozaki năm 1786 miêu tả ngôi đền nói rằng cửa chính hai tầng của nó được xây dựng bởi Toyotomi Hideyoshi.
Toàn bộ phần mái lợp của đền mang các màu tông trầm như đen, màu rêu và xanh đồng, rải rác trong sân là vô số các pho tượng cáo bằng đá được tạc tỉ mỉ, nhiều hình dạng và kích cỡ khác nhau. Fushimi Inari-taisha được quản lý bởi dòng họ Hata qua nhiều thế hệ. Ngày nay, nhiều gia đình thuộc dòng họ Hata vẫn tiếp tục sinh sống gần đền theo truyền thống.

## Đặc điểm

### Thần Inari-Daimyojin
Vị thần được thờ phụng tại đền là thần Inari-Daimyojin. Thời kỳ đầu Nhật cổ, thần Inari-Daimyojin được tôn thờ là vị thần của gạo và rượu sake, hai đại diện chủ đạo của cả nền văn hóa lẫn ngành mậu dịch của nước Nhật thời xưa. Việc thờ phụng thần Inari-Daimyojin lan rộng trên khắp Nhật Bản trong thời kỳ Edo, và vào thế kỷ 16 thần Inari-Daimyojin được xem là vị thần bảo hộ chính thức của các tướng quân (shogun), các lãnh chúa (daimyō) cũng như các tầng lớp khác trong xã hội Nhật.
Trong vở kịch No nổi tiếng Sanzo Konaji, thần Inari-Daimyojin đã giúp thợ rèn Sanjou Munechika rèn nên thanh bảo kiếm Kogitsune-maru, nghĩa là con cáo nhỏ. Đến thời Cải cách Minh Trị, với sự phát triển vượt trội của các ngành công nghiệp, thần Inari-Daimyojin còn được giới thương nhân coi là vị thần bảo hộ cho sự thịnh vượng và may mắn trong thương nghiệp. Người Osaka có câu "àyou Kobo, yuko Inari'', nghĩa là Bệnh cầu đến thần Kobo, mong ước cầu đến thần Inari. Ngoài ra, thần Inari-Daimyojin còn phù hộ gia đạo bình an, phụ nữ có thai sinh con được mạnh khỏe...
Nói về thần Inari-Daimyojin, người ta không đưa ra một khái niệm chính xác về giới tính của Ngài. Có khi Ngài hóa thân là một cụ bà, một lão nông, và đôi khi lại dưới hình hài một con cáo. Ở vị trí gần đền có nhiều cửa hàng bánh gạo Inari. Những chiếc bánh gạo tại đây thường có hoa văn hình mặt cáo, rất thích mắt.

### Cáo
Trên đường đi, du khách sẽ thấy hàng trăm bức tượng cáo làm từ đá, nhưng nổi bật nhất là các tượng cáo đặt tại hướng Đông Bắc ngôi đền, hướng đi của ma quỷ - để bảo hộ cho con người và cả ngôi đền.
Theo tín ngưỡng dân gian của nhiều dân tộc trên thế giới, cáo (kitsune) đại diện cho sự gian trá và xảo huyệt. Tuy nhiên, đối với người dân Nhật Bản, cáo đại diện cho sự linh hoạt, cần mẫn và thông minh, những yếu tố mà theo người Nhật Bản, có nét tương đồng với dân tộc mình. Trong tôn giáo Shinto, người Nhật cổ tin rằng nếu một con cáo sống được 100 tuổi sẽ hóa thành người, và tu luyện ngàn năm sẽ trở thành Gumiho (Cáo chín đuôi) có khả năng trấn áp tà khí. Do đó,"cáo là một linh vật được tôn sùng, và được cho là sứ giả của  thần Inari-Daimyojin. Đây cũng là lý do tại sao có nhiều tượng cáo trên khắp khuôn viên đền thờ.
Những con cáo này giữ trong miệng của chúng các vật tượng trưng, thường là chìa khóa hoặc một cuộn giấy. Mỗi một trong những vật phẩm này đại diện cho một điều ý nghĩa đối với các vị thần. Chìa khóa đại diện cho khả năng những con cáo này phải mở khóa một vựa lúa. Một cuộn giấy có nghĩa cáo ở đây để mang lại sự khôn ngoan cho người nhận. Ngoài ra còn có cây tre có nghĩa là một vụ mùa bội thu, và một quả cầu tượng trưng cho sức mạnh tâm linh.

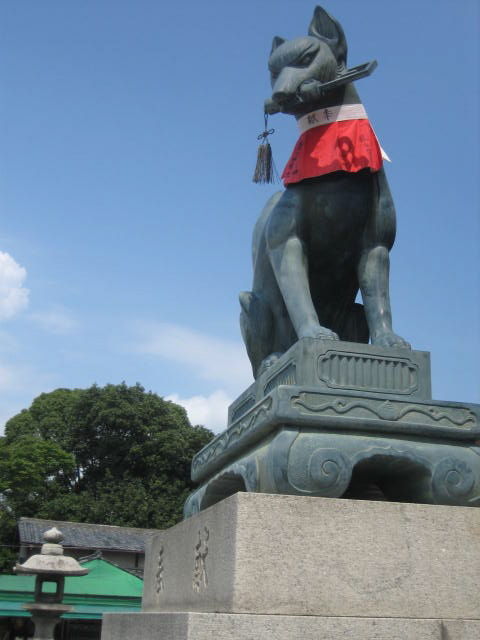
Tượng con cáo giữ chìa khoá trong miệng, tại cổng chính của đền Fushimi Inari
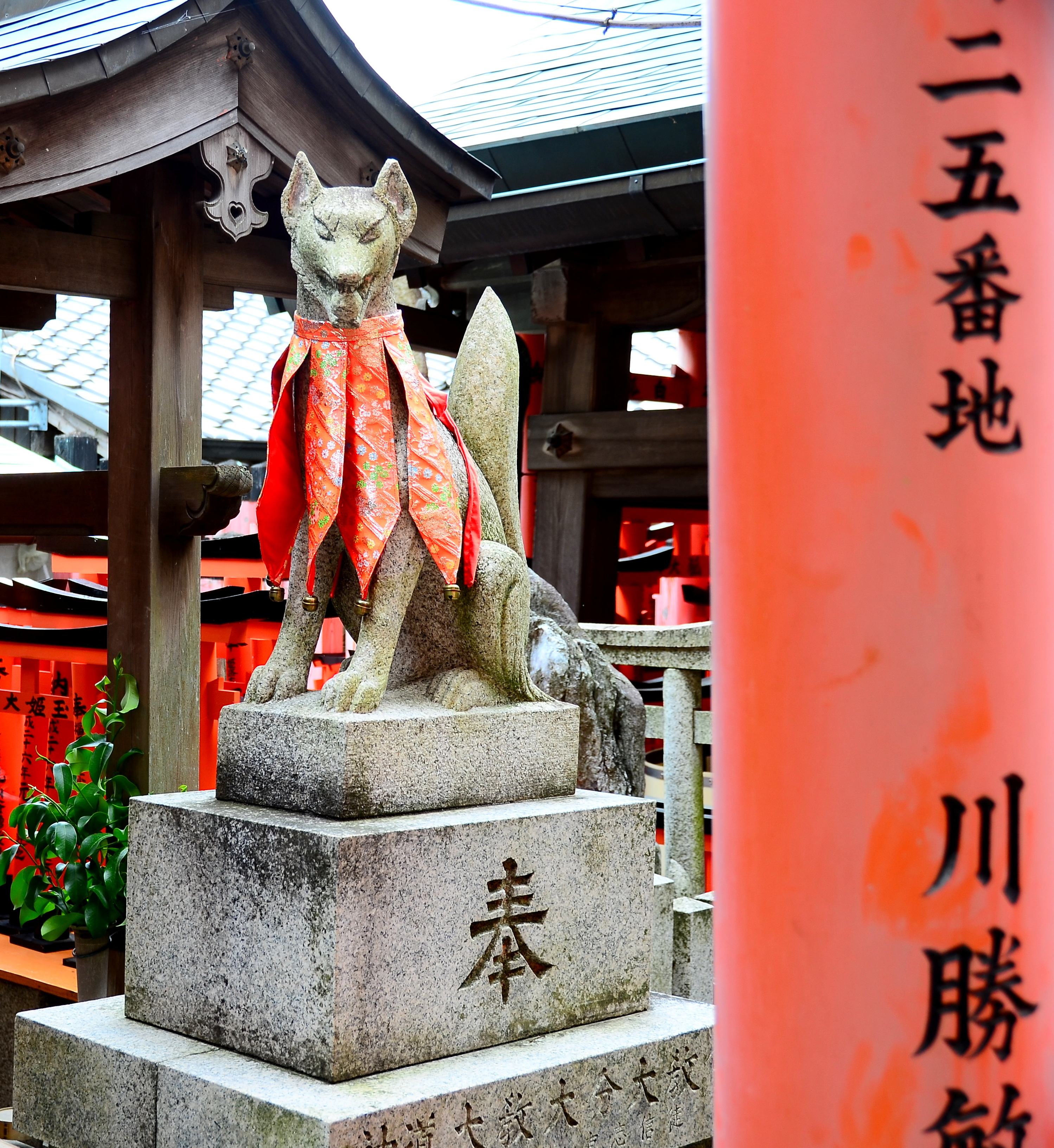
Tượng con cáo ở Fushimi Inari-taisha
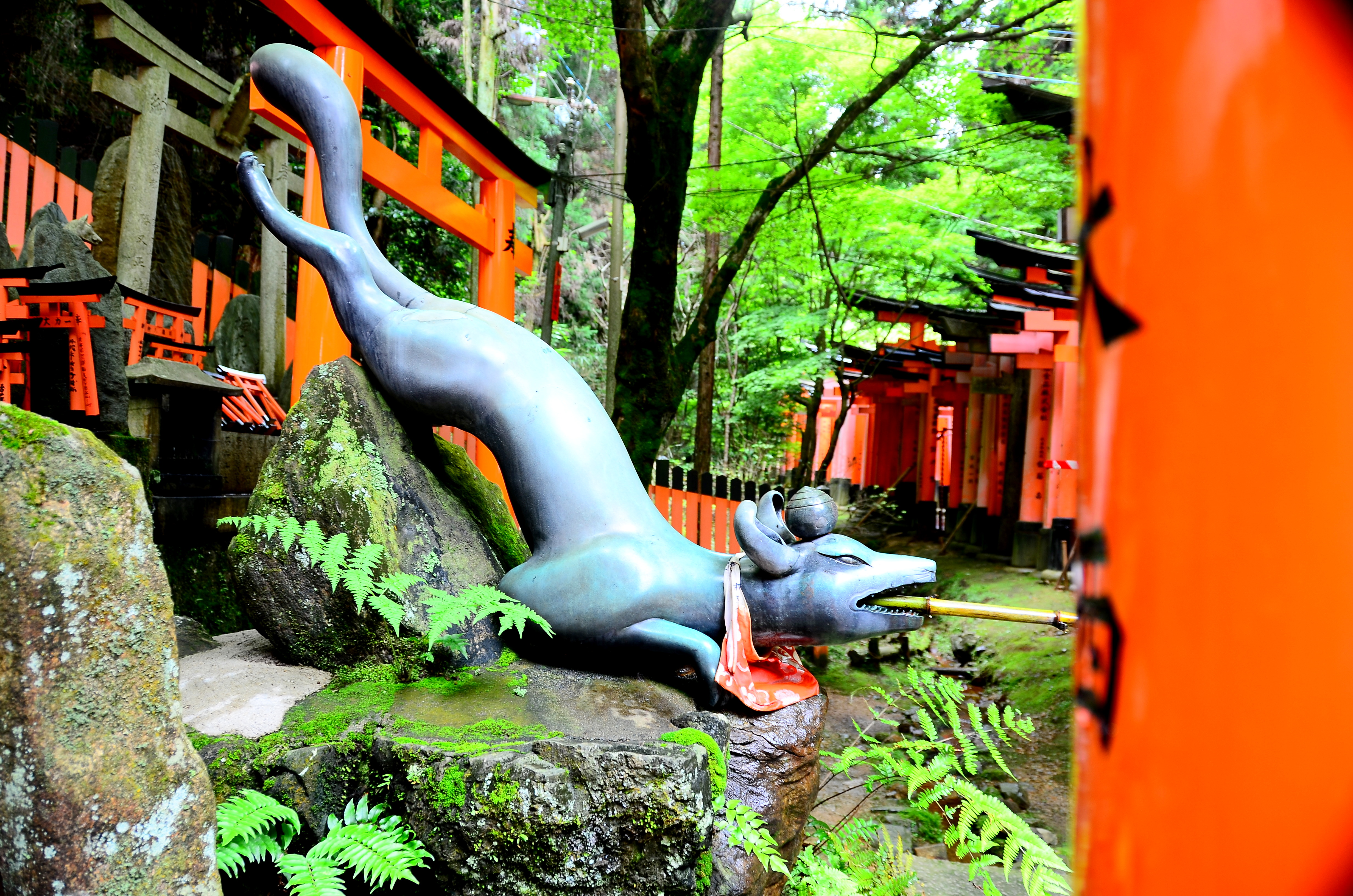
Đài phun nước hình con cáo ở Fushimi Inari-taisha
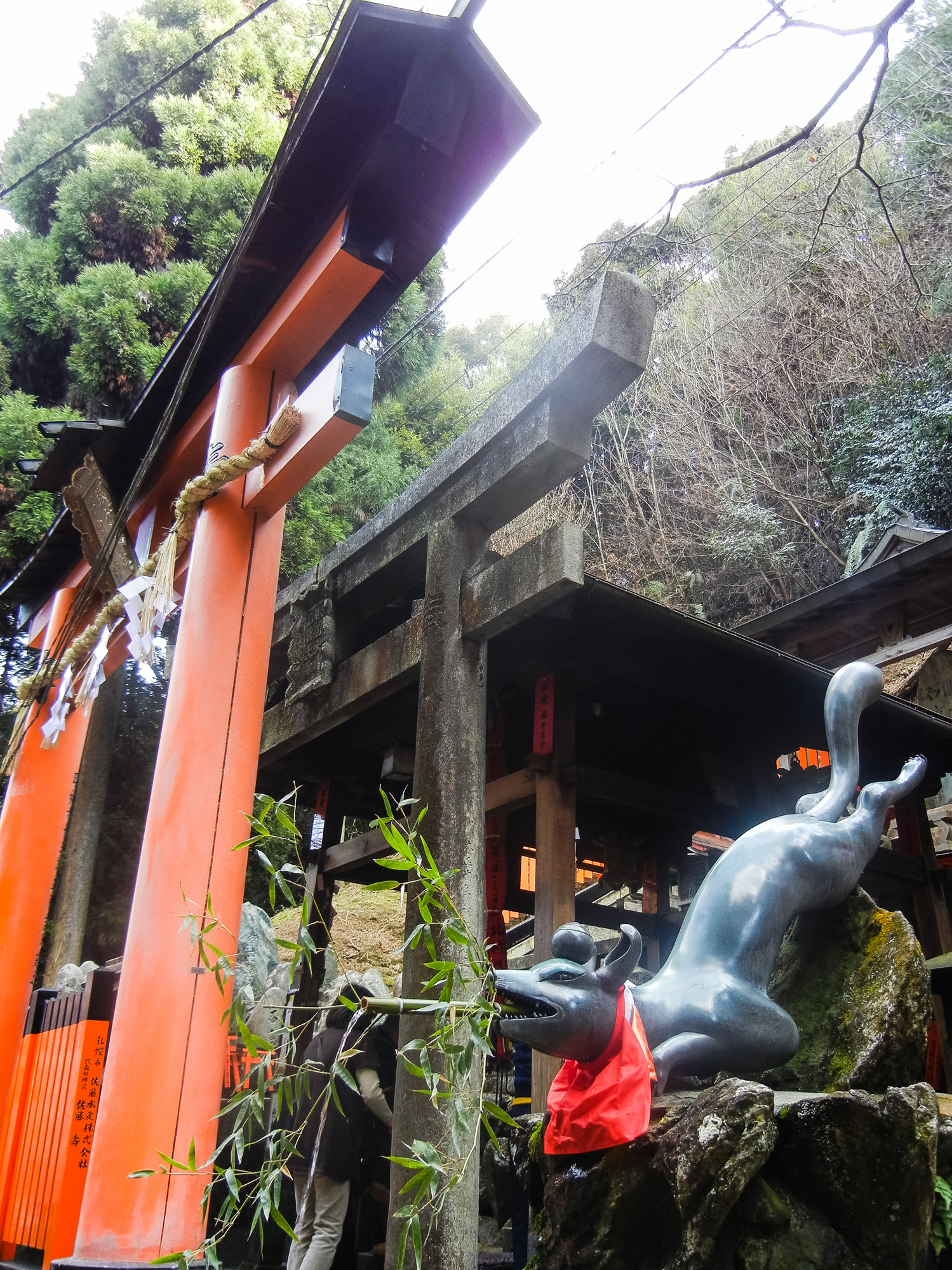
Một góc khác của đài phun nước
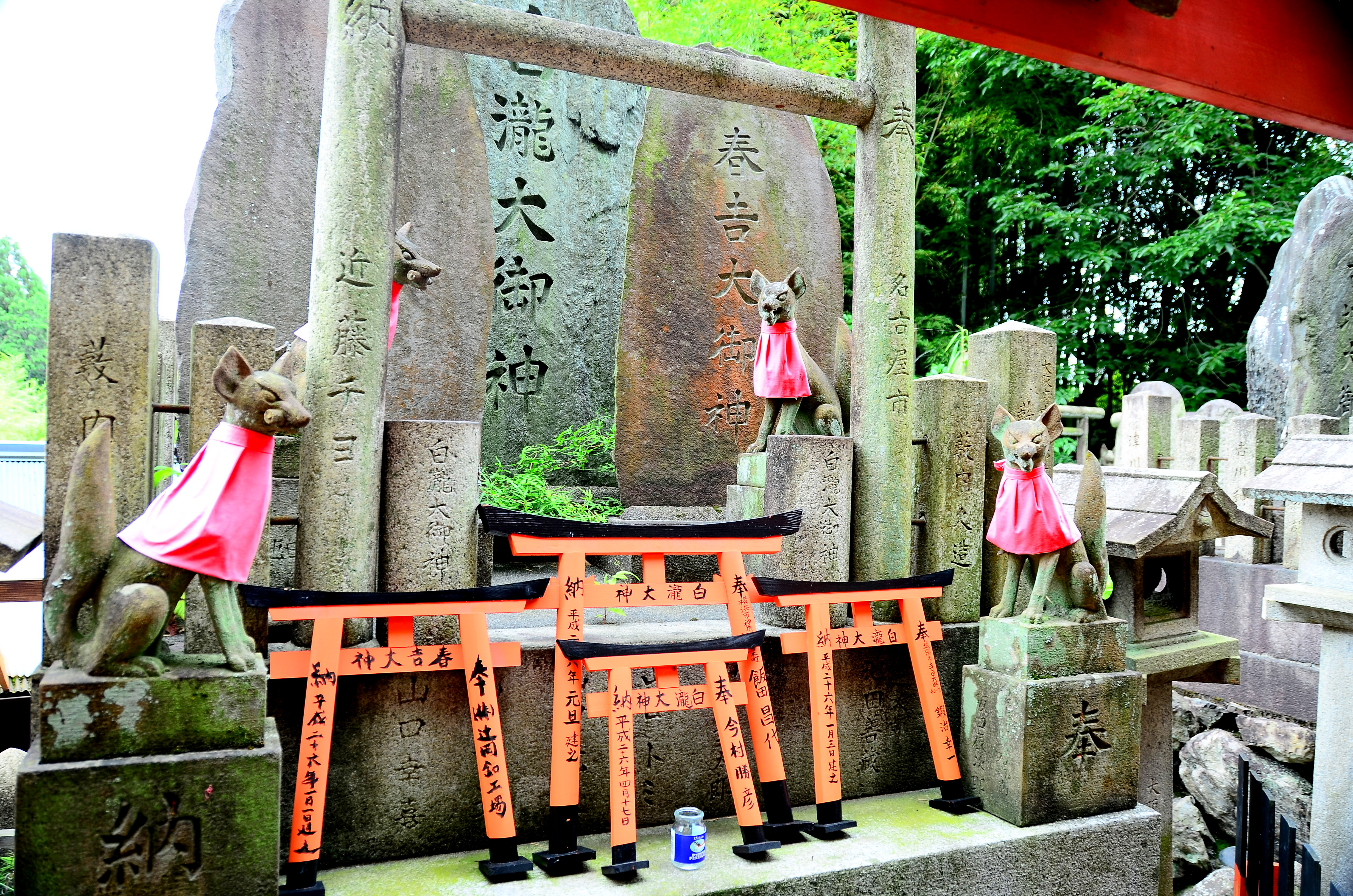
Điện thờ cáo ở Fushimi Inari-taisha

### Đá Omokaru-ishi
Khi bạn đi qua khỏi cổng Torii, bạn sẽ đến nơi chiêm bái Okusha, ở vị trí khá khuất bên trong khu vực đền. Nơi này thường được gọi là Oku-no-in. Người ta cho rằng khi nhấc đá Omokaru-ishi lên mà thấy nhẹ thì điều ước sẽ thành sự thật.

## Đến
Ngôi đền chỉ ngay phía ngoài ga Inari của JR theo Tuyến Nara, cách Ga Kyoto 5 phút tàu chạy. Ta có thể đến đền từ ga Fushimi-Inari bằng Công ty Xe điện Keihan theo tuyến chính.

## Các địa điểm lân cận
Ở những khu vực gần đền có vô số những hàng đồ ngọt có bán tsujiura (辻占煎餅 tsujiura senbei), một loại bánh may mắn có nguồn gốc từ thế kỷ 19, và được một số người tin có nguồn gốc từ chiếc bánh may mắn từ sự kết hợp văn hoá Hoa - Mỹ.

## Trong văn hoá đại chúng
- Memoirs of a Geisha (2005)
- Aria the Natural ep. 5 (2006)
- Inari, Konkon, Koi Iroha (2010)
- Rurouni Kenshin, trong đó nơi đây là căn cữ của Shishio Makoto
- Kamen Rider Fourze ep. 33 (2012)